# Торебай би
Торебай би (каз. Төребай би, до 199? г. — Кызылжулдыз) — село в Кармакшинском районе Кызылординской области Казахстана. Административный центр Жосалинского сельского округа. Находится примерно в 23 км к западу от районного центра посёлка Жосалы. Код КАТО — 434645100.

## Население
В 1999 году население села составляло 869 человек (445 мужчин и 424 женщины). По данным переписи 2009 года, в селе проживало 526 человек (259 мужчин и 267 женщин).